# Понте деле Таволе (Рим)
Понте деле Таволе је насеље у Италији у округу Рим, региону Лацио.
Према процени из 2011. у насељу је живело 414 становника. Насеље се налази на надморској висини од 113 м.